# ایس بیبی ایس
ایس بیبی ایس (به انگلیسی: Ace_Baby_Ace) یک هواگرد ملخ‌پیشین تک‌موتوره از نوع ورزشی ساخت شرکت Acro Sport است. در مجموع، تعداد ۴۵۳ فروند از این هواگرد ساخته شده‌است.
طراح این هواگرد، Orland Corben بود.